# Machins formule
Machins formule is een uitdrukking voor het getal {\displaystyle \pi } (pi), opgesteld in 1706 door de Britse hoogleraar sterrenkunde John Machin, waarmee hij {\displaystyle \pi } in 100 decimalen berekende. De formule luidt:
{\displaystyle {\frac {\pi }{4}}=4\arctan {\frac {1}{5}}-\arctan {\frac {1}{239}}}

## Afleiding
Voor de tangens van de som van twee hoeken geldt:
{\displaystyle \tan(x+y)={\frac {\tan(x)+\tan(y)}{1-\tan(x)\tan(y)}}}
Daaruit volgt:
{\displaystyle \arctan {\frac {a}{m}}+\arctan {\frac {b}{n}}=\arctan {\frac {an+bm}{mn-ab}}},
mits
{\displaystyle -{\frac {\pi }{2}}<\arctan {\frac {a}{m}}+\arctan {\frac {b}{n}}<{\frac {\pi }{2}}}
Toepassing levert:
{\displaystyle 2\arctan {\frac {1}{5}}=\arctan {\frac {1}{5}}+\arctan {\frac {1}{5}}=\arctan {\frac {5+5}{25-1}}=\arctan {\frac {5}{12}}}
en
{\displaystyle 4\arctan {\frac {1}{5}}=\arctan {\frac {5}{12}}+\arctan {\frac {5}{12}}=\arctan {\frac {60+60}{144-25}}=\arctan {\frac {120}{119}}},
zodat
{\displaystyle 4\arctan {\frac {1}{5}}-{\frac {\pi }{4}}=4\arctan {\frac {1}{5}}-\arctan {\frac {1}{1}}=\arctan {\frac {120}{119}}+\arctan {\frac {-1}{1}}=}
{\displaystyle =\arctan {\frac {120-119}{119+120}}=\arctan {\frac {1}{239}}}
Machin gebruikte de taylorreeksontwikkeling van de arctangens, die zeer recentelijk ontwikkeld was, voor zijn berekening van {\displaystyle \pi }.